# Bernhard Gewers
Bernhard Theodor Gewers (* 27. April 1927 in Vreden; † 17. Februar 2012 in Hagen a.T.W.) war ein deutscher Bildhauer, Künstler und Zeichner. Neben seiner freien skulpturalen und zeichnerischen Praxis prägte er die künstlerische Gestaltung von zahlreichen Kirchenneu- und Umbauten in Deutschland.

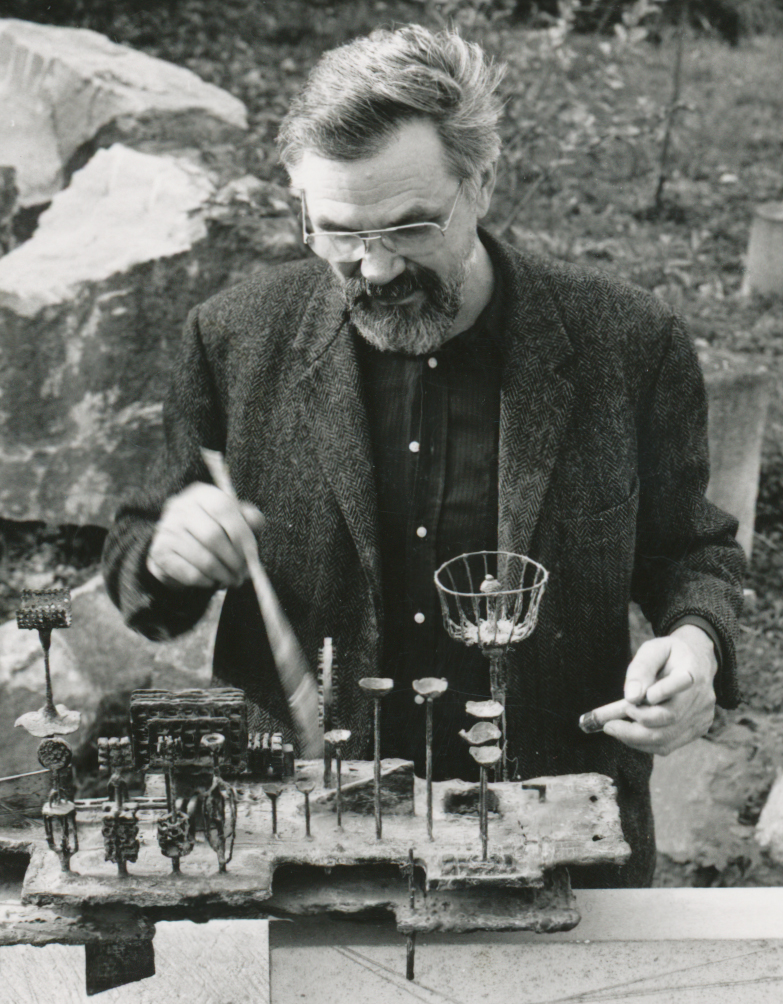
Bernhard Gewers 1969

## Leben
Bernhard Gewers wurde am 27. April 1927 als drittes Kind der Familie in Vreden, Westfalen, nahe der holländischen Grenze geboren und wuchs dort auf. Seine Eltern waren der Hotelier Bernhard Anton Gewers und seine Frau Maria Gewers, geb. Wiemers. Als Kind verbrachte er viel Zeit in der Natur, wie im nahen Zwillbrocker Venn. Er zeichnete viel und war schon früh an bildender Kunst interessiert.
Die Kriegsjahre 1943 bis 1945 erlebte er als Flakhelfer am Schleusenberg in Münster und dann später an der Ostfront bei Magdeburg. Nach dem Zweiten Weltkrieg legte er 1946 das Abitur in Borken/Westfalen ab. 1958 heiratete er die Bildhauerin Ilse Strauss. Drei gemeinsame Söhne wurden in den Jahren 1960, 1961 und 1962 geboren.
Er gründete sein eigenes Atelier „Die Werkstatt“ im Jahr 1963 in Hagen a.T.W.

## Werdegang
Während einer Steinbildhauer- und Holzbildhauerlehre in Münster bei Firma Sievers in den Jahren 1947 bis 1949 war er beim Wiederaufbau der Stadt Münster, hier unter anderen an Bauten wie dem Schloss Münster, der Überwasserkirche, dem bischöflichen Palais und diversen beschädigten anderen Natursteinbauten beschäftigt. Er legte die Gesellenprüfung 1949 ab, danach besuchte er die Bildhauerklasse bei Kurt Schwippert an der Werkkunstschule Münster. Er wurde 1956 Steinmetz- und Holzbildhauermeister. Von 1951 bis 1959 studierte er Architektur an der TU Darmstadt. Nach dem Diplom 1959 bei Ernst Neufert schloss er von 1950 bis 1953 ein Studium der Kunst und Bildhauerei an der Akademie der Künste in Stuttgart an. Ein Meisterschülerkollege war Otto Hajek.
Wichtigste Lehrer:
- Heinrich Sievers sen., Bildhauer- und Steinmetzmeister, Münster
- Ernst Neufert, Architekt TU Darmstadt
- Kurt Schwippert, Bildhauer
- Peter Otto Heim, Kunstakademie Stuttgart

Gewers beteiligte sich 1957 an der Ausstellung »Junger Westen 57« in Recklinghausen.
Das Jahr 1959 markiert den Beginn der Arbeit als freischaffender Künstler für Staat, Kirche und private Auftraggeber. Dabei schuf er Skulpturen, Reliefs, experimentelle Arbeiten in Bronze, Aluminium und Beton, ebenso diverse Graphiken und erste »Waldbilder«.
Er war Gründungsmitglied der „Neuen Gruppe 60“ in Münster 1960.
Schwerpunkte seiner künstlerischen Arbeit lagen im Bereich der öffentlichen Hand und Kirchengestaltungen.
Von 1972 bis 1994 unterrichtete er an der Fachoberschule für Bau und Gestaltung, Stadt Osnabrück.

## Mitgliedschaften
- 1960: Neue Gruppe Münster 60
- 1965: Künstlergruppe »Die Schanze«
- 1966: Bund Bildender Künstler, BBK Osnabrück

## Ausgewählte Werke

### Skulpturen
- Ehrenmal Vreden, 1. Preis und Ausführung Wettbewerb Denkmal für die Gefallenen des Zweiten Weltkriegs
- Brunnenskulptur Zahnklinik Münster
- Betonskulpturen Gymnasium Warendorf
- Große Betonarbeit Gymnasium Recklinghausen
- Sankt Martin, Marmorrelief Hagen a.T.W.

### Freie Arbeiten
- Madonna im Weltenrad, 1956, Preis bei „Junger Westen Recklinghausen“
- „Kosmische Landschaft“
- Wasserspiel
- „Die Inbesitznahme der Erde durch den Menschen“
- Rohrdommel, Wanderpreis für die Segel-Regatta Dümmer See
- Triptychon, drei Flachreliefs
- Kalvarienberg
- Gefesselter
- Zuneigung

### Zeichnungen und Graphik
- „Die Waldbilder“, Serie verschiedener Landschafts-Graphiken
- Visionäre Zeichnungen, Natur & Technik
- Holzschnitte
- Lauretanische Litanei, Serie experimenteller Graphik

### Kirchenbau und Kirchengestaltung
Zusammen entstanden mit dem Architekten Albert Brenninkmeijer und dem ukrainischen Glaskünstler Alexander Ivschenko:
- St. Marien, Marl, 1962
- St. Maria Frieden, Hannover Buchholz, 1965
- St. Joseph, Berlin-Rudow, 1966 – Neubau mit Architekt A. Brenninkmeijer[5]
- St. Lambertus, Henrichenburg, 1966/67
- St. Maria von der immerwährenden Hilfe, Bockhorst, 1967[6]
- St. Raphael, Hannover Garbsen, 1967 – Neubau mit Architekt A. Brenninkmeyer
- St. Jacobi, Coesfeld,
- St. Michael, Bilk, 1970
- Christkönigskirche, Wilhelmshaven, 1970–72
- St. Franziskus – Krankenhauskapelle, Münster, 1972
- Abteikirche, Gerleve, 1972
- Neue Kirche St. Martinus, Hagen a.T.W., 1973/74

## Bildergalerie

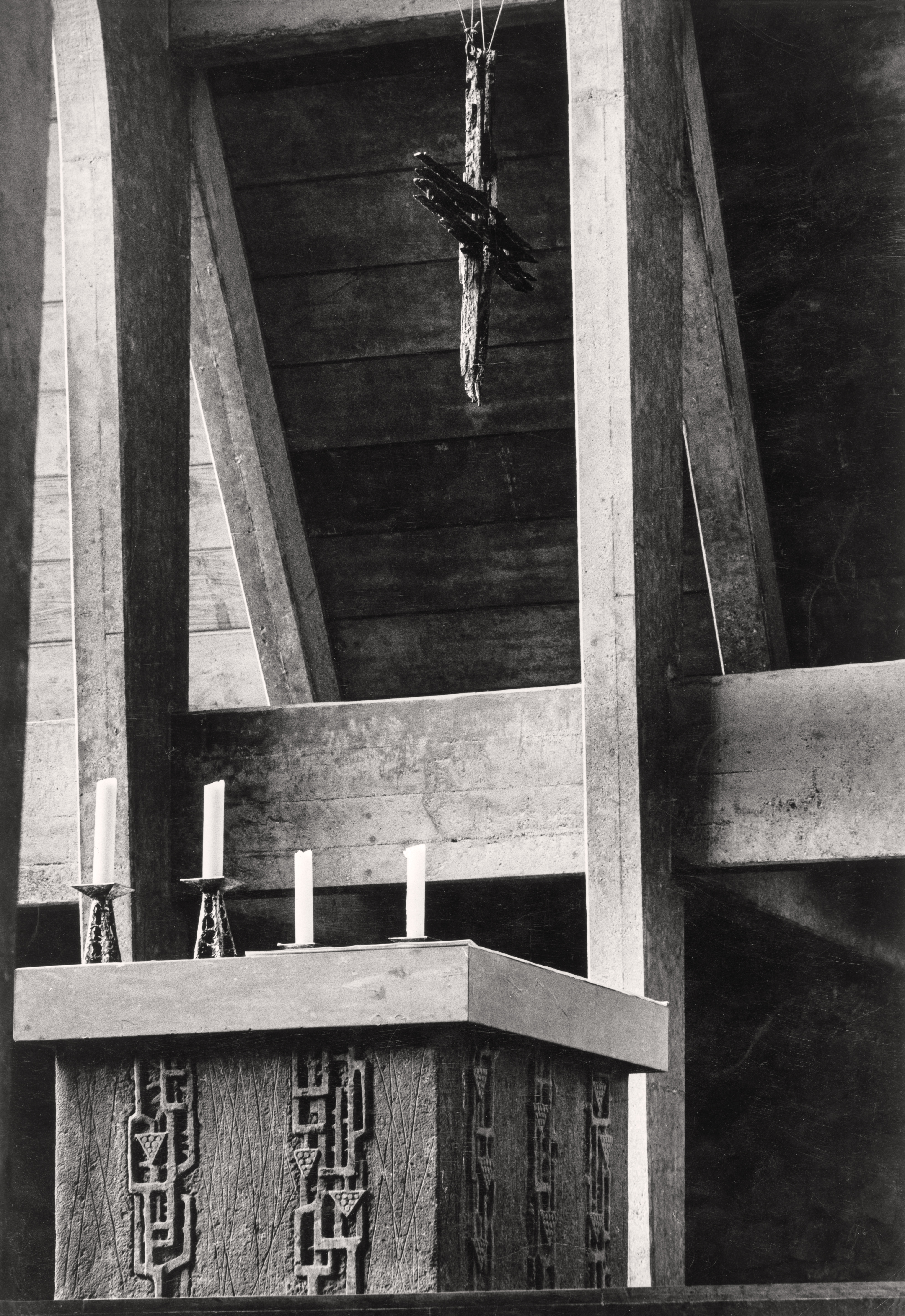
Bernhard Gewers Gestaltung St. Johannes Bosco, Ibbenbüren
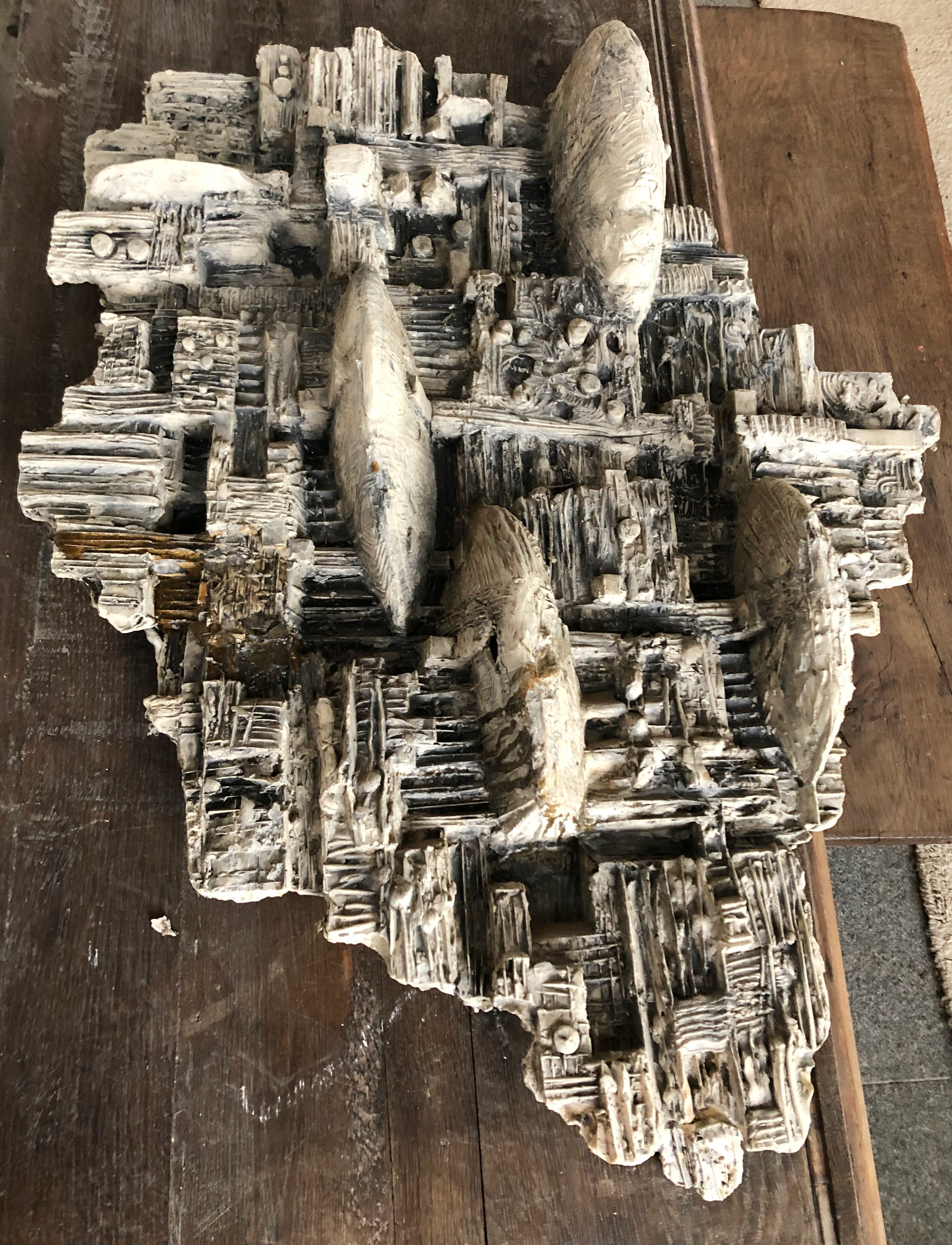
Bernhard Gewers Kosmische Landschaft, 1967
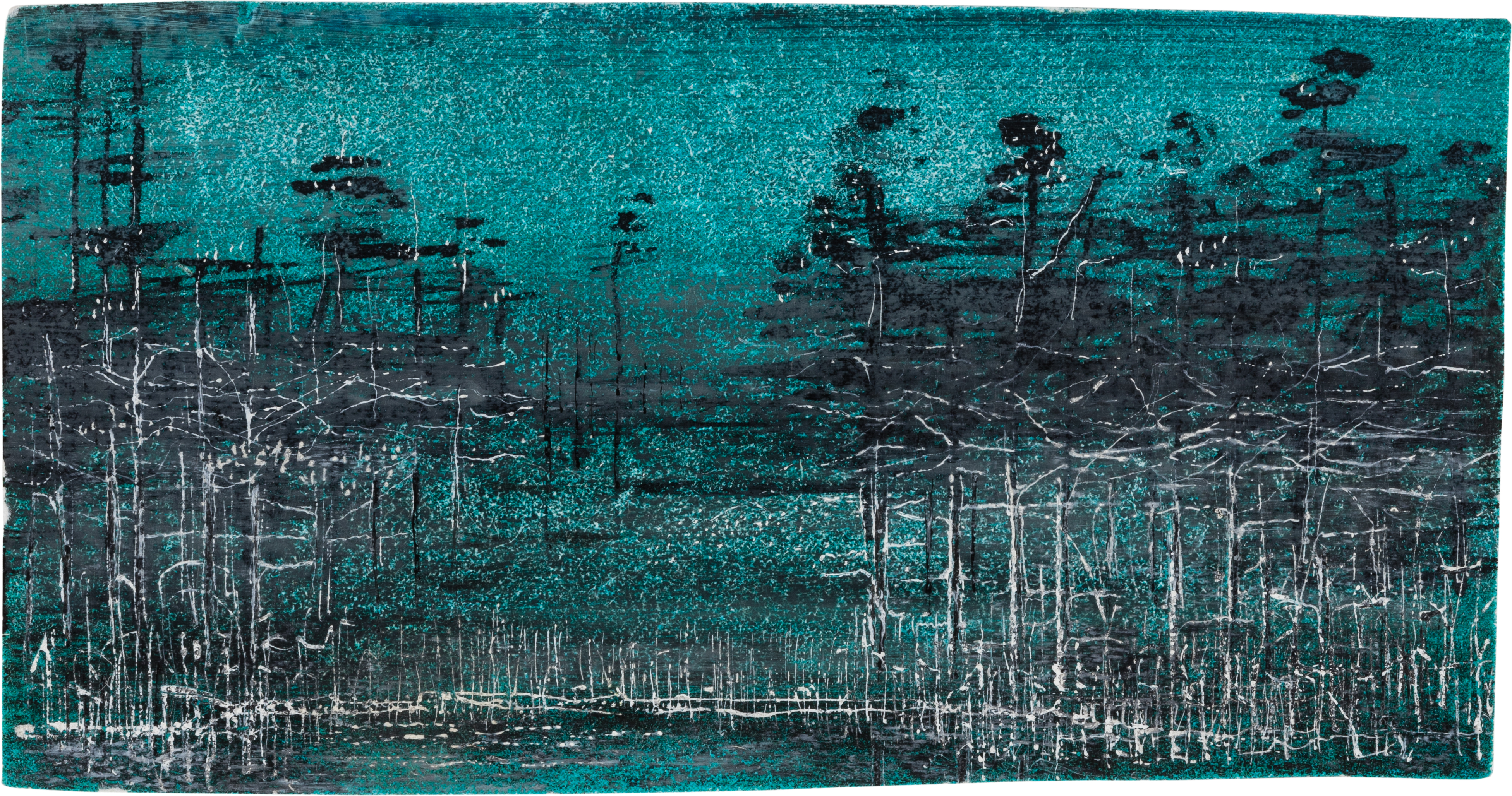
Bernhard Gewers Waldbilder, 1960–80
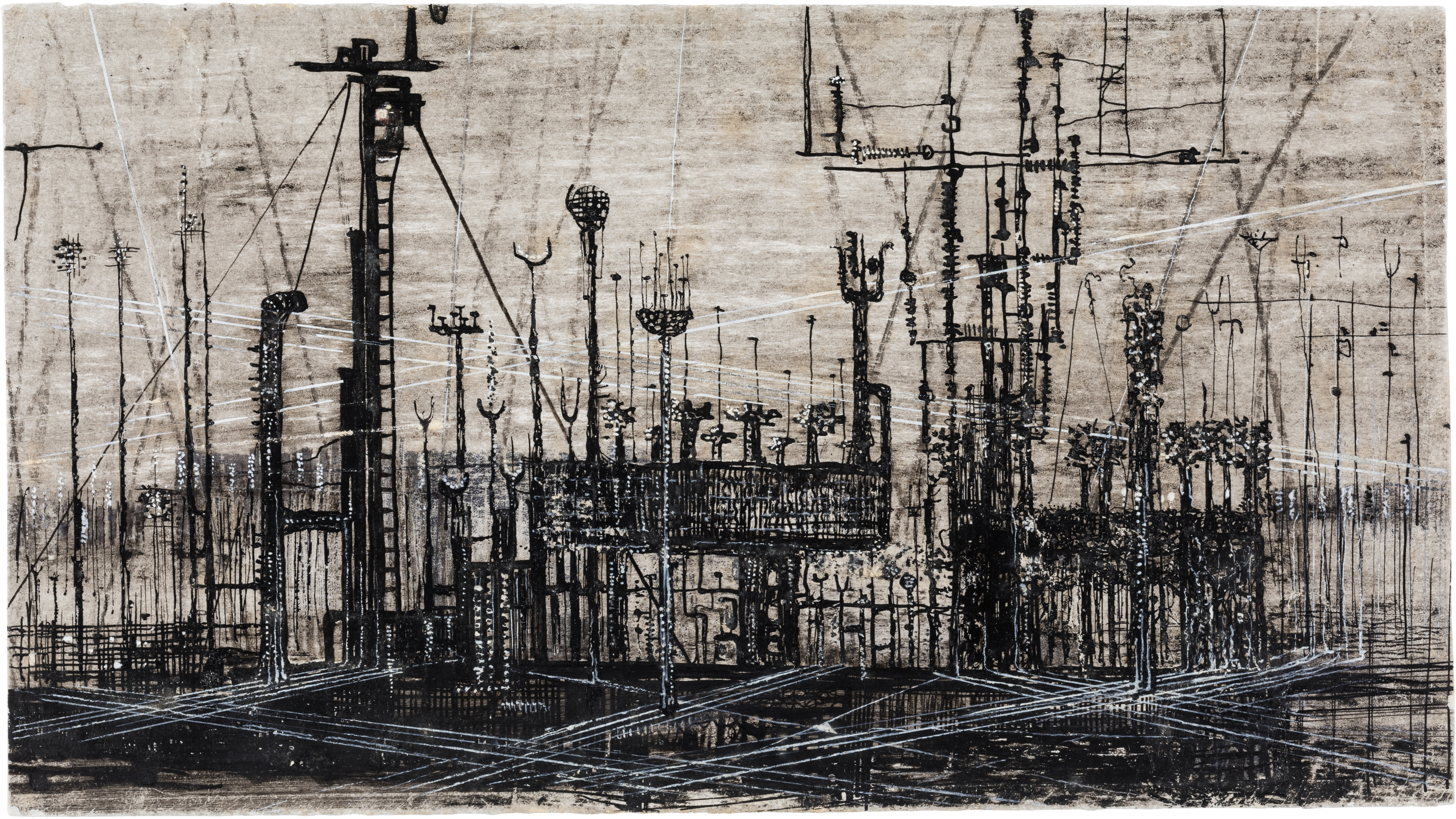
Bernhard Gewers Landschaft, 1963
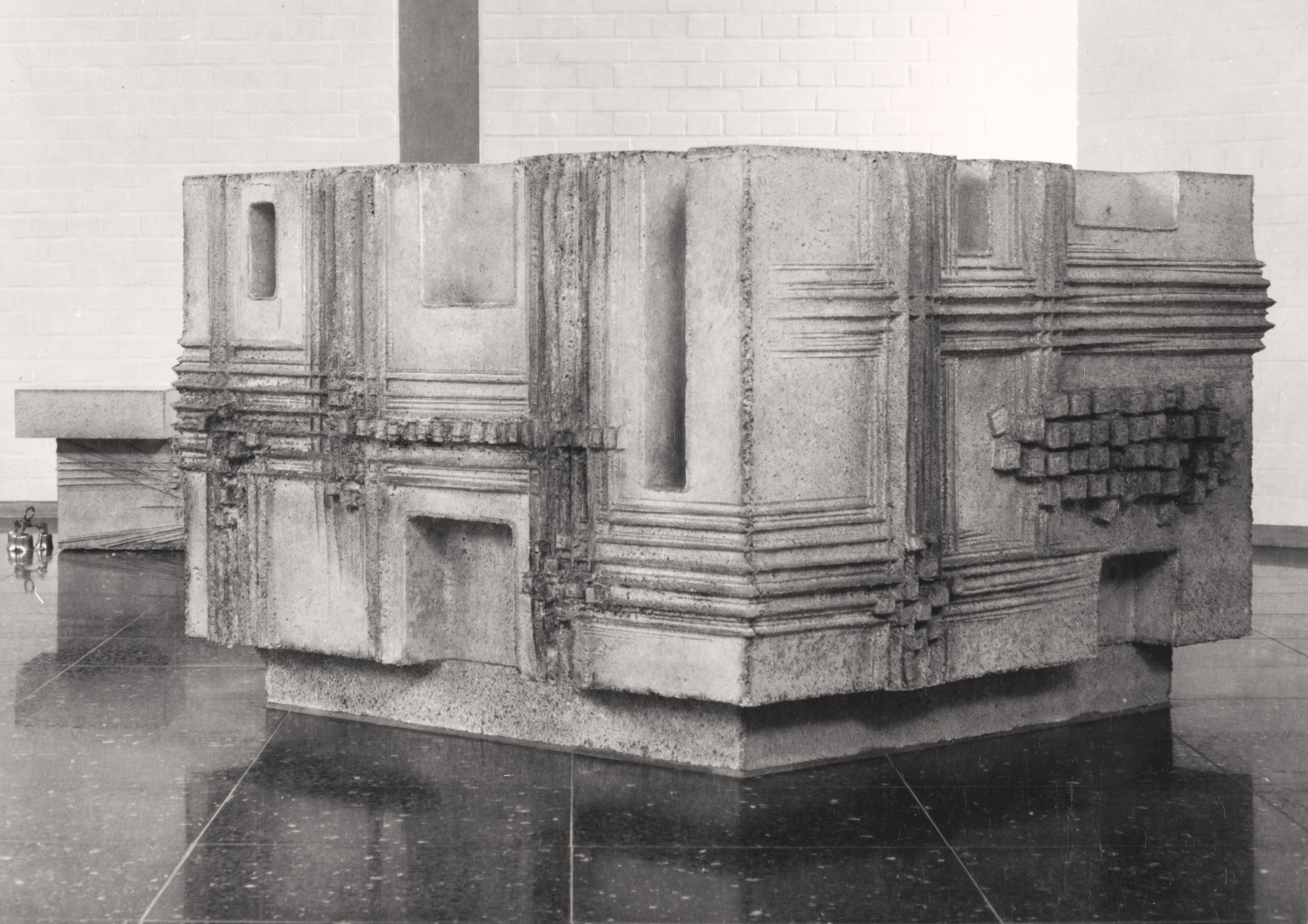
Bernhard Gewers Altar Christkönigskirche, Wilhelmshaven, 1970–72
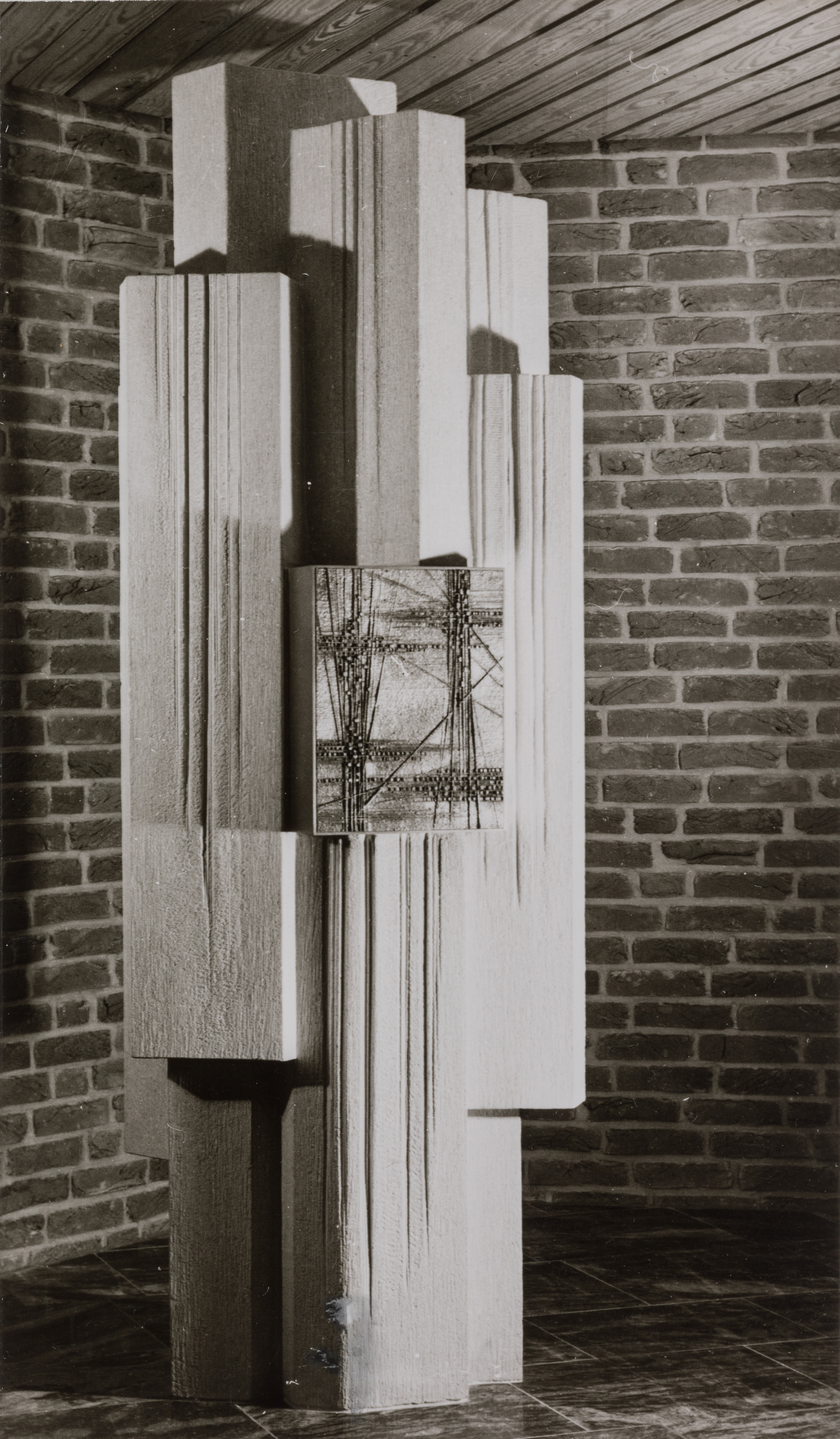
Bernhard Gewers Tabernakel Neue Kirche St. Martinus, Hagen a.T.W., 1973/74
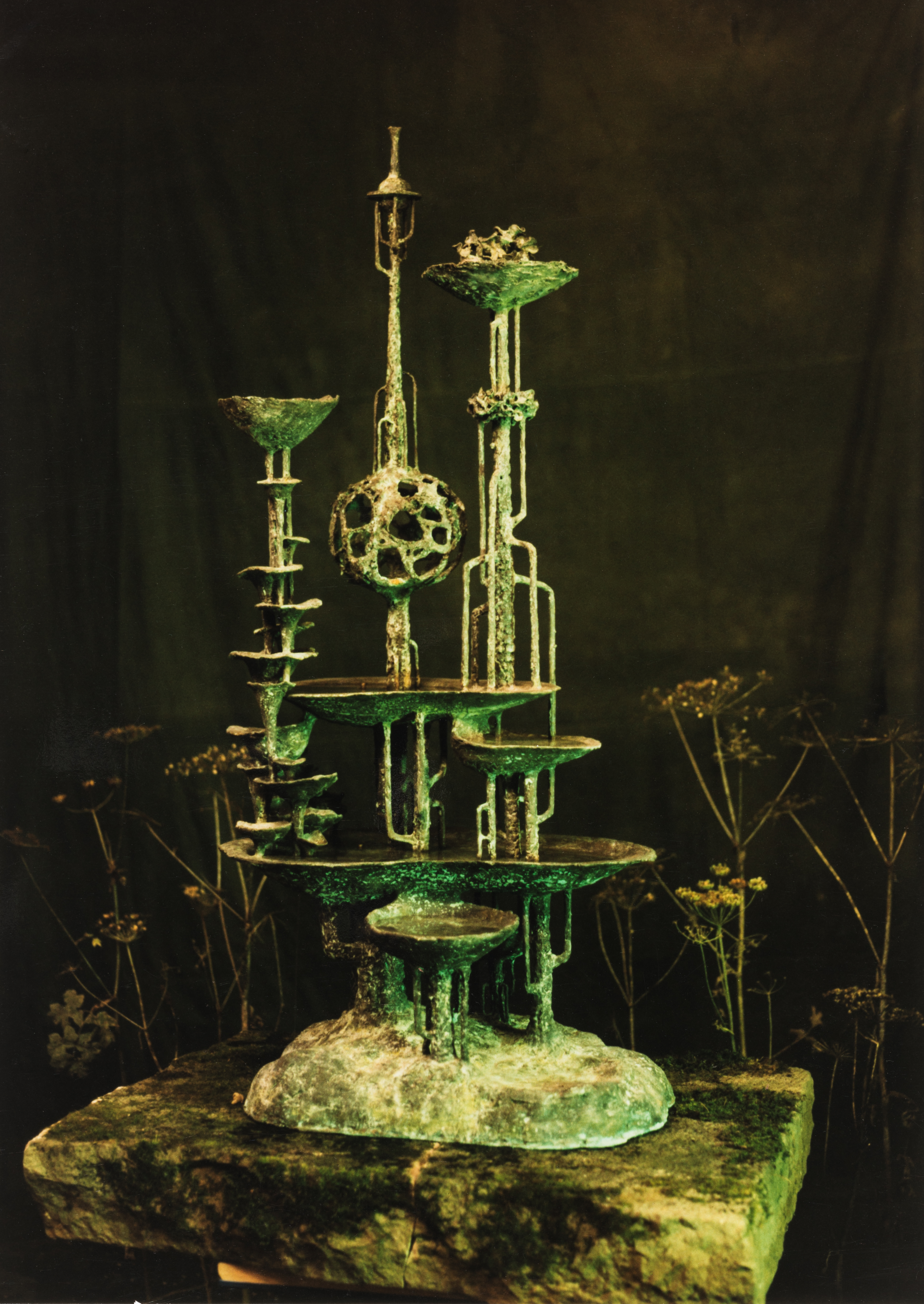
Bernhard Gewers Phantasiepflanze als Wasserspiel, 1978 (Modell)
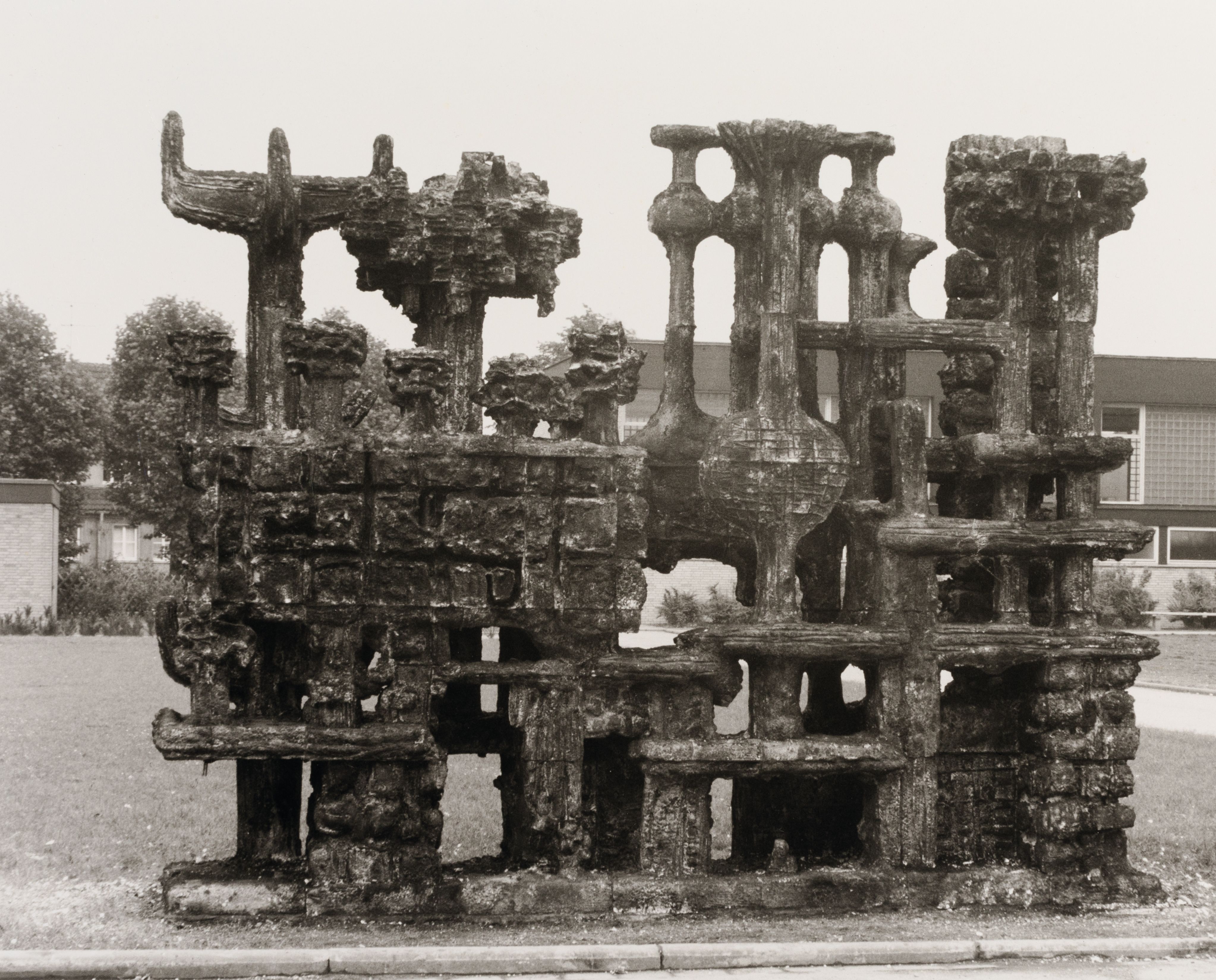
Bernhard Gewers Freiplastik Recklinghausen, 1970
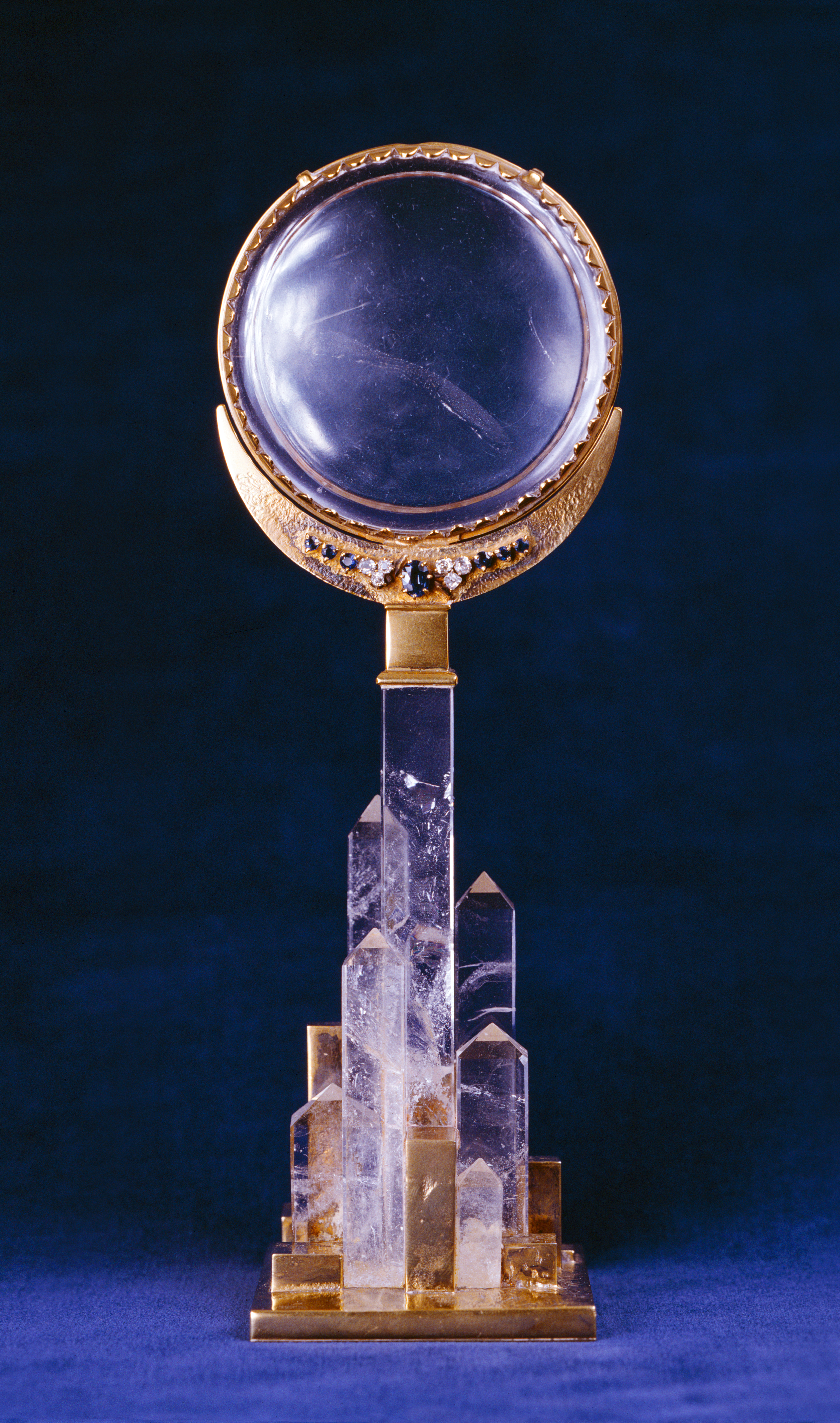
Bernhard Gewers Monstranz, St. Franziskus Krankenhauskapelle, Münster, 1971
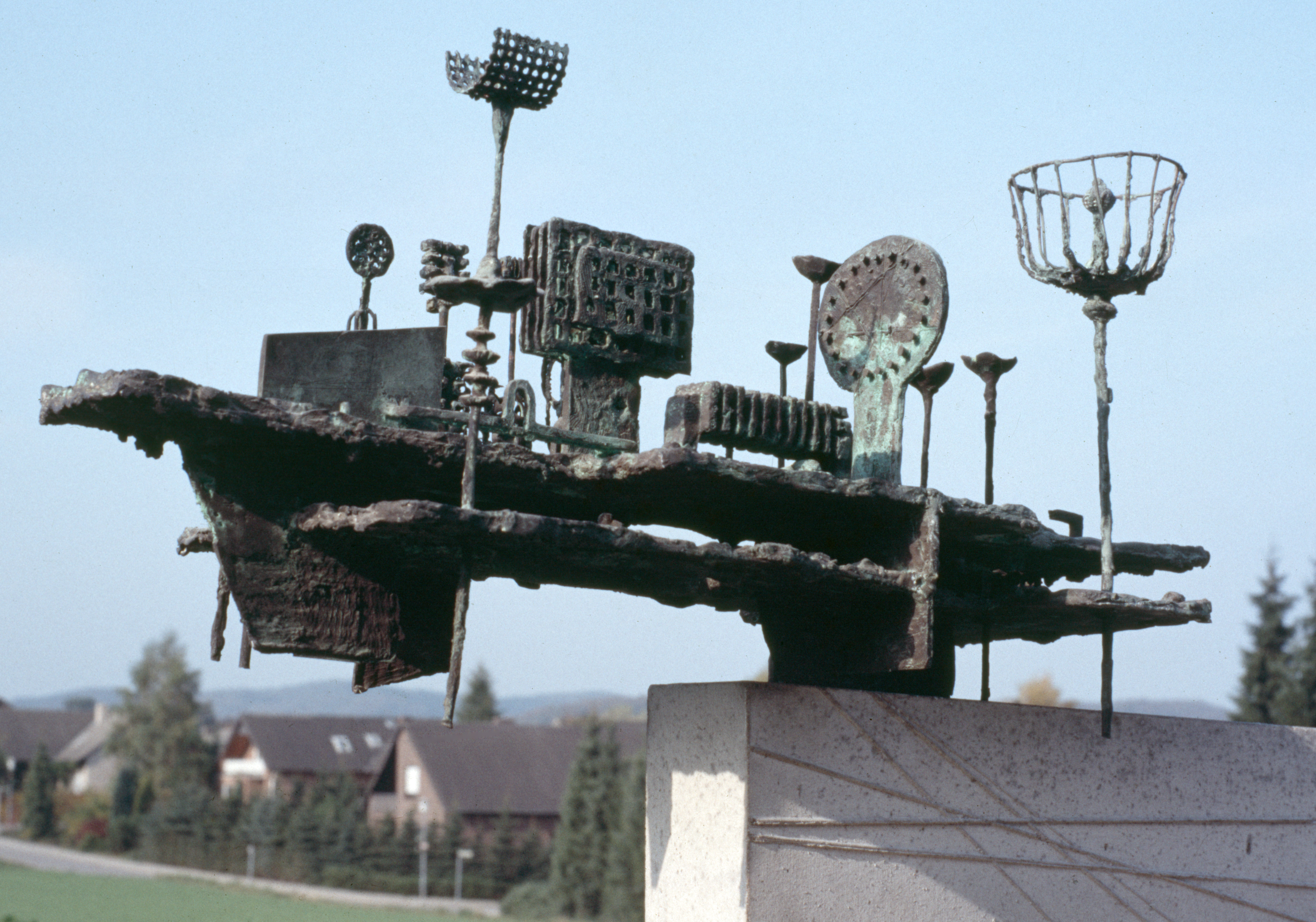
Bernhard Gewers Die Inbesitznahme der Erde durch den Menschen, 1969 (Modell)
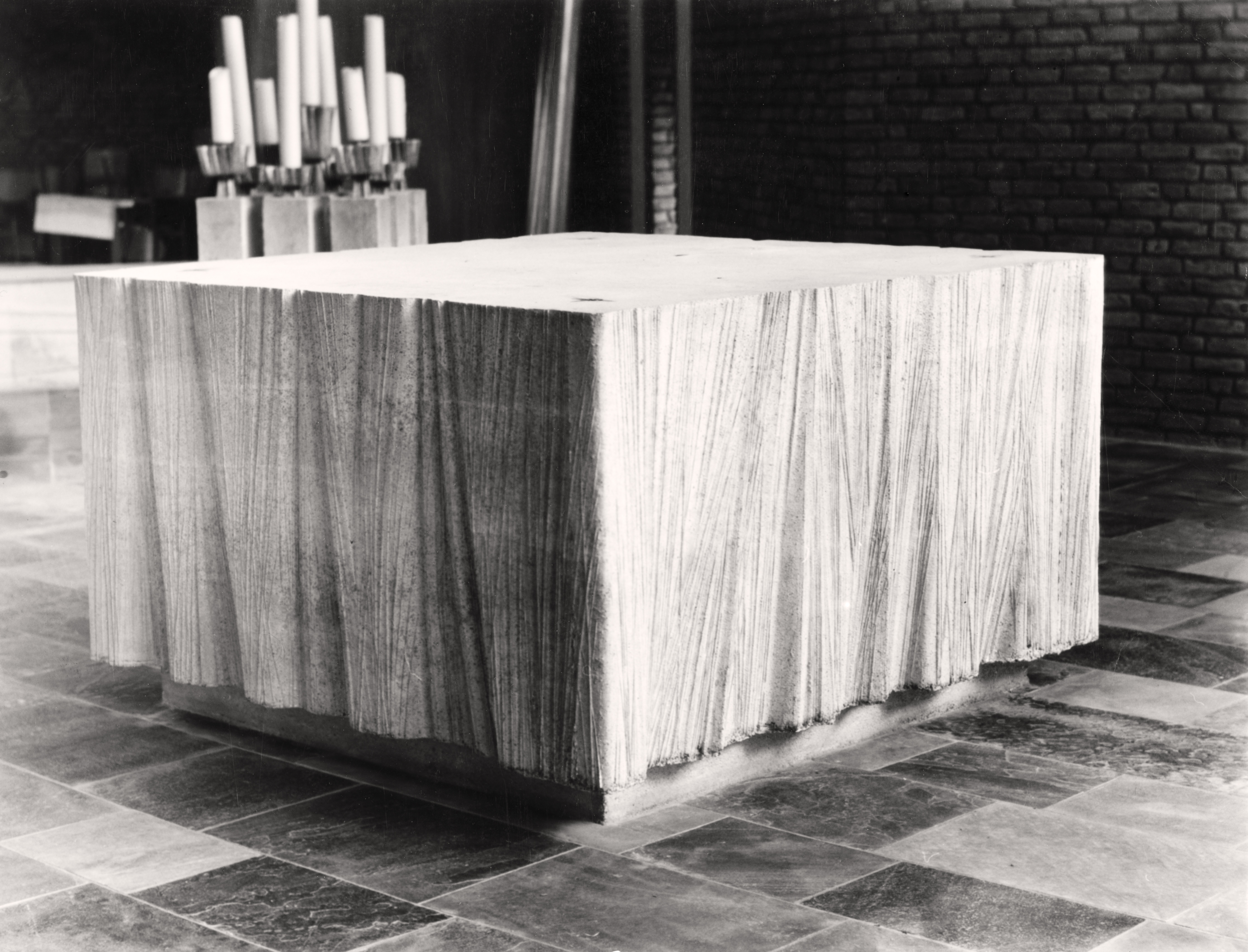
Bernhard Gewers Altar St. Maria von der immerwährenden Hilfe, Bockhorst, 1967
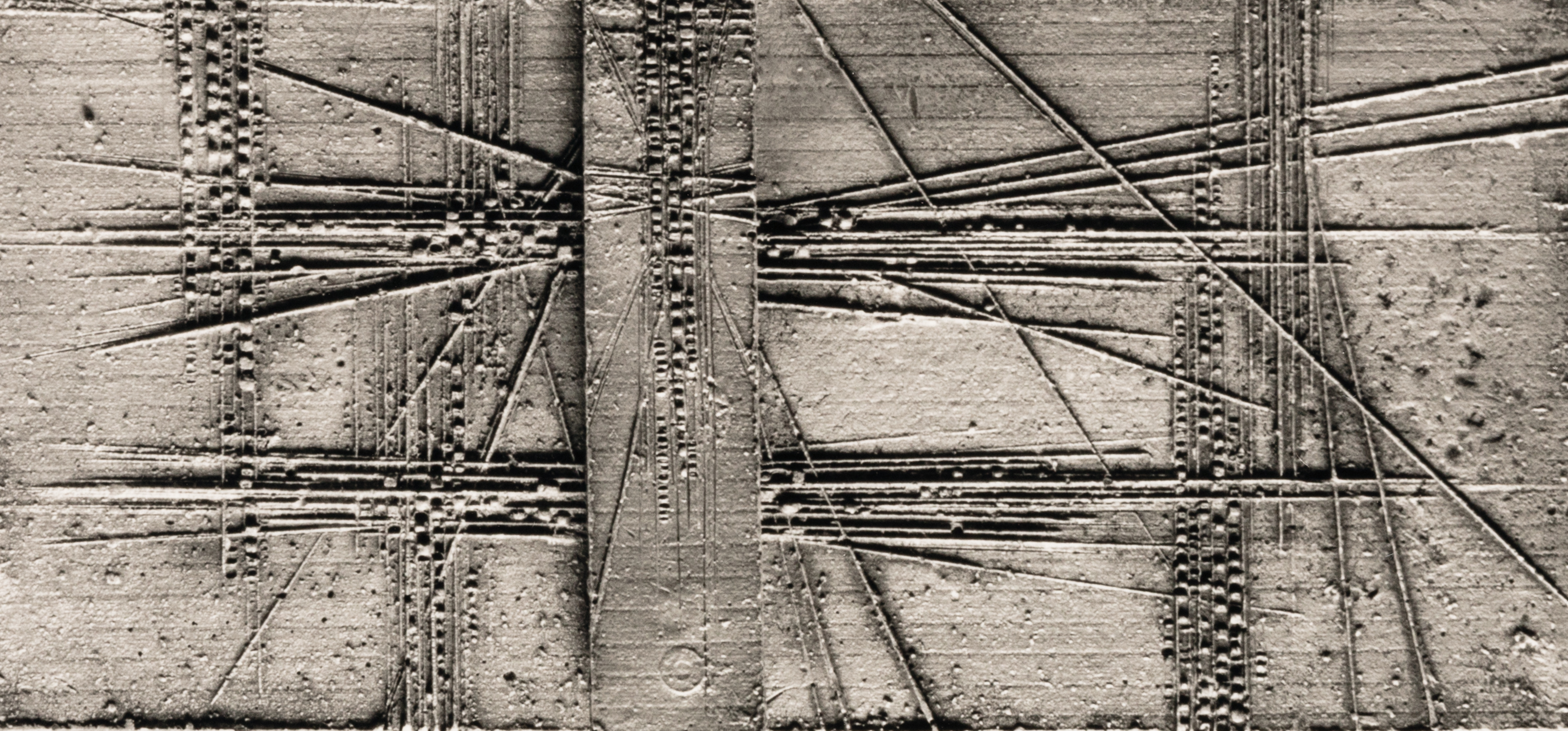
Bernhard Gewers Strahlentür, 1968 (Modell, Detail)